# Venezianisches Haus (Dresden)

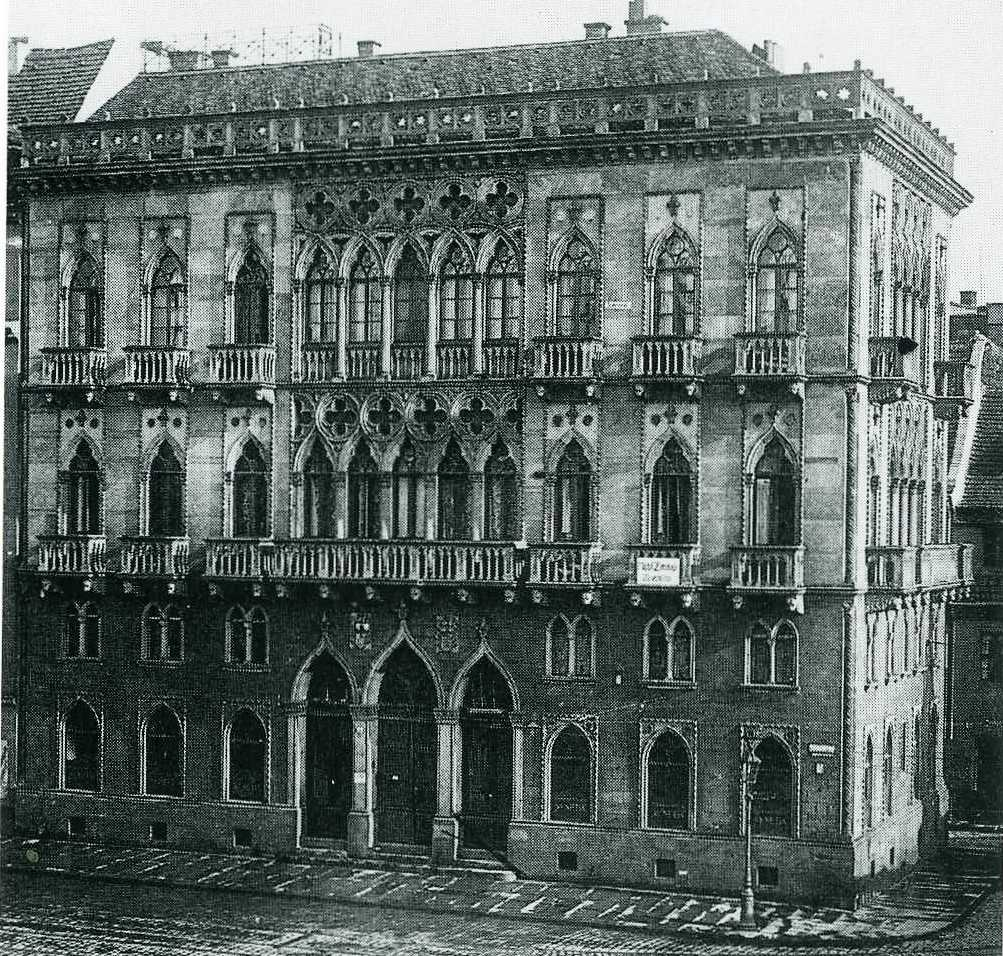
Haus Terrassenufer 3

Das Venezianische Haus war ein Wohngebäude in der Nähe der Carolabrücke in Dresden, das um 1845 gebaut und 1945 zerstört wurde. Das Haus mit der Adresse Terrassenufer 3 an der Elbe war auch unter dem Namen Gutschmid’sches Haus bekannt. Das historistische Gebäude war nach dem Vorbild gotischer venezianischer Stadtpaläste gestaltet.

## Geschichte
Bereits unter August dem Starken wurde begonnen, Prachtbauten an der Elbe nach dem Vorbild des Canal Grande in Venedig zu errichten, so wie auch die Augustusbrücke als Vorbild die Rialtobrücke in Venedig hatte und die Frauenkirche das Vorbild der Kirche Santa Maria della Salute in Venedig aufnahmen.
Der Bauherr Eugen Freiherr von Gutschmid und sein Architekt Heinrich Hermann Bothen, ein Semper-Schüler, griffen diese Idee auf und gestalteten das Haus als Auftakt zu einer Prachtstraße venezianischer Palazzi am Elbufer. Einerseits wird als Vorbild des Hauses der Fondaco dei Turchi angenommen, andererseits wird darauf hingewiesen, dass die Maßwerkbildung des ersten Obergeschosses der des Dogenpalastes bzw. des Palazzo Foscari folgt. Ansonsten war das Dresdner Gebäude mit der Ca’ d’Oro stilistisch verwandt.
Am hochwassergefährdeten ehemaligen Standort des Gebäudes befinden sich heute eine Grünfläche und ein Busparkplatz.
Der Bauunternehmer Frank Wießner gab im Juli 2020 bekannt, dass er bereit sei, das Venezianische Haus und zwei weitere angrenzende Häuser als Kreativzentrum und Künstlerhotel wieder aufbauen zu wollen.[veraltet] Die Fläche gehört der Stadt Dresden, sie müsste diese Fläche zur Umsetzung an ihn veräußern. 2022 ist dies über weitere vertiefende Vorüberlegungen von Wießner nicht weiter vorangekommen, ein anderes Konzept ebenso nicht bekannt.